# Макарій Канівський

Пам'ятник Макарію (Токаревському) встановлено в Овручі і освячено 2008 року

Макарій Канівський та Овруцький (1605, Овруч — 7 вересня 1678) — український православний релігійний діяч. Архімандрит Пінський, Овруцький, Переяславський.
Народився в м.Овручі на Волині на початку XVII століття в українській шляхетній родині: за одними даними Токаревських, за іншими — Торських. Коли йому було 25 років, постригся у ченці під ім'ям Макарія у монастирі Успення Пресвятої Богородиці в Овручі. Невдовзі став ієродияконом, потім — ієромонахом. Деякий час був ігуменом Куп'ятицького монастиря біля Пінська, в роках 1659—1660 був зведений в сан архімандрита і призначений настоятелем Овруцького монастиря. Згодом він був його настоятелем, але, коли обитель була розорена поляками, його перевели настоятелем в Канівський монастир. Макарій, за переказами, передбачив лиха, які спіткають цей монастир і місто: голод, польське і татарське нашестя. У вересні 1678 року місто Канів і монастир були розорені дотла, самого архімандрита стратили турки за відмову видати їм монастирські скарби. Його останки були знайдені серед безлічі трупів, що розкладалися, в руїнах і були поховані в монастирській церкві. Під час перебудови церкви вони були знайдені знов і 13 (26) травня 1688 року урочисто перенесені до Переяслава. У 1942 році мощі були перенесені до Троїцької церкви Черкас, з 1965 року перебувають у храмі на честь Різдва Пресвятої Богородиці в Черкасах.
13 травня відзначають день перенесення мощей Святого, а 25 травня, 20 червня та 10 жовтня відзначають день пам'яті всіх Волинських святих.